# Liste der Kulturdenkmäler in Schöffengrund
Die folgende Liste enthält die in der Denkmaltopographie ausgewiesenen Kulturdenkmäler auf dem Gebiet  der Gemeinde Schöffengrund, Lahn-Dill-Kreis, Hessen.
Hinweis: Die Reihenfolge der Denkmäler in dieser Liste orientiert sich zunächst an Ortsteilen und anschließend der Anschrift, alternativ ist sie auch nach der Bezeichnung, der vom Landesamt für Denkmalpflege vergebenen Nummer oder der Bauzeit sortierbar.
Kulturdenkmäler werden fortlaufend im Denkmalverzeichnis des Landes Hessen durch das Landesamt für Denkmalpflege Hessen auf Basis des Hessischen Denkmalschutzgesetzes (HDSchG) geführt. Die Schutzwürdigkeit eines Kulturdenkmals hängt nicht von der Eintragung in das Denkmalverzeichnis des Landes Hessen oder der Veröffentlichung in der Denkmaltopographie ab.

## Kulturdenkmäler nach Ortsteilen

### Laufdorf
| Bild                   | Bezeichnung                        | Lage                                                                   | Beschreibung                                                                                              | Bauzeit                         | Objekt-Nr. |
| ---------------------- | ---------------------------------- | ---------------------------------------------------------------------- | --- | ------------------------------- | ---------- |
| weitere Bilder         | Evangelische Pfarrkirche           | Laufdorf, Am Markt, Ringstraße LageFlur: 12, Flurstück: 107/3, 109/1   | im Kern mittelalterliche Saalkirche, im 17. Jahrhundert umgebaut und Rechteckchor mit Dachreiter angebaut | Mittelalter und 17. Jahrhundert | 44991 DDB  |
| Backhaus mit Dorflinde | Backhaus                           | Laufdorf, Braunfelser Straße 2 LageFlur: 13, Flurstück: 6              | | Ende 18. Jahrhundert            | 44992 DDB  |
| Bild gesucht BW        | Gesamtanlage Historischer Ortskern | Laufdorf, Gesamtanlage Ortskern Lage                                   | |                                 | 646148 DDB |
| Friedhof, Leichenhalle | Friedhof, Leichenhalle             | Laufdorf, Kellerweg o. Nr. LageFlur: 19, Flurstück: 115                | | 1914                            | 44993 DDB  |
| Ehemalige Schule       | Ehemalige Schule                   | Laufdorf, Lahnstraße 1 LageFlur: 12, Flurstück: 1/1                    | | 1908                            | 44994 DDB  |
| Bild gesucht BW        |                                    | Laufdorf, Obergasse 4 LageFlur: 14, Flurstück: 28                      | | 1725 bis 1775                   | 44995 DDB  |
| Bild gesucht BW        |                                    | Laufdorf, Ringstraße 8 LageFlur: 14, Flurstück: 31                     | | 1625 bis 1675                   | 44996 DDB  |
| Bild gesucht BW        |                                    | Laufdorf, Ringstraße 10 LageFlur: 14, Flurstück: 32                    | | 1695 bis 1705                   | 44997 DDB  |
| Bild gesucht BW        |                                    | Laufdorf, Ringstraße 12 LageFlur: 14, Flurstück: 33                    | | Ende 17. Jahrhundert            | 44998 DDB  |
|                        |                                    | Laufdorf, Ringstraße 19, Ringstraße 17 LageFlur: 12, Flurstück: 82, 87 | | 1698                            | 44999 DDB  |
| Bild gesucht BW        | Backhaus mit Viehwaage             | Laufdorf, Ringstraße 20 LageFlur: 14, Flurstück: 36                    | | 1892                            | 45000 DDB  |

### Niederquembach
| Bild           | Bezeichnung                   | Lage | Beschreibung                                                  | Bauzeit              | Objekt-Nr. |
| -------------- | ----------------------------- | --- | ------------------------------------------------------------- | -------------------- | ---------- |
| weitere Bilder |                               | Niederquembach, Quembachallee 11a LageFlur: 13, Flurstück: 116/4                                                        |                                                               | 1707                 | 45002 DDB  |
|                |                               | Niederquembach, Quembachallee 19 LageFlur: 13, Flurstück: 106/1                                                         |                                                               | 1695 bis 1705        | 45003 DDB  |
| weitere Bilder | Steinbrücke über den Quembach | Niederquembach, Unter den Tannen, Quembach, Ölmühle (Außerhalb der Ortslage) LageFlur: 3, 13, Flurstück: 62, 212, 232/1 |                                                               | Ende 19. Jahrhundert | 45005 DDB  |
| weitere Bilder | Evangelische Kirche           | Niederquembach, Zum Waldgraben 10 LageFlur: 13, Flurstück: 241/18                                                       | Saalbau mit halbrundem Ostschluss und achtseitigem Dachreiter | 1603                 | 45004 DDB  |

### Niederwetz
| Bild                                  | Bezeichnung                           | Lage                                                                           | Beschreibung | Bauzeit                | Objekt-Nr. |
| ------------------------------------- | ------------------------------------- | ------------------------------------------------------------------------------ | --- | ---------------------- | ---------- |
|                                       |                                       | Niederwetz, Elerigsgasse 3 LageFlur: 11, Flurstück: 23                         | | 1839                   | 45007 DDB  |
| weitere Bilder                        | Backhaus                              | Niederwetz, Ludwigstraße 3 LageFlur: 11, Flurstück: 128/9                      | | 1725 bis 1775          | 45008 DDB  |
| weitere Bilder                        | Ehemalige Schule                      | Niederwetz, Oberlandstraße 6 LageFlur: 11, Flurstück: 41/3                     | | 1835 bis 1845          | 45009 DDB  |
| Schlesingers Mühle oder Streichsmühle | Schlesingers Mühle oder Streichsmühle | Niederwetz, Streichsmühle (Außerhalb der Ortslage) LageFlur: 21, Flurstück: 24 | |                        | 45014 DDB  |
| Bild gesucht BW                       |                                       | Niederwetz, Waldstraße o. Nr. LageFlur: 11, Flurstück: 157/35                  | | Anfang 20. Jahrhundert | 45011 DDB  |
| weitere Bilder                        | Evangelische Kirche                   | Niederwetz, Waldstraße (bei Nr. 2) LageFlur: 11, Flurstück: 36                 | Nach Zerstörung des Vorgängerbaus 1952 durch Blitzschlag neu errichtete Saalkirche mit Westturm; erhalten blieb der alte, dreiseitig geschlossene Chor. | 1955                   | 45010 DDB  |
|                                       |                                       | Niederwetz, Wetzlarer Straße 23 LageFlur: 11, Flurstück: 46/1                  | | 1825 bis 1875          | 45012 DDB  |
| weitere Bilder                        |                                       | Niederwetz, Wetzlarer Straße 27 LageFlur: 11, Flurstück: 56/4                  | | 1772                   | 45013 DDB  |

### Oberquembach
| Bild                | Bezeichnung              | Lage                                                                    | Beschreibung                                                  | Bauzeit       | Objekt-Nr. |
| ------------------- | ------------------------ | ----------------------------------------------------------------------- | ------------------------------------------------------------- | ------------- | ---------- |
| weitere Bilder      |                          | Oberquembach, Falltorstraße 3 LageFlur: 10, Flurstück: 4/1              |                                                               | 1801          | 45016 DDB  |
|                     |                          | Oberquembach, Gießener Straße 6 LageFlur: 10, Flurstück: 38, 45/1       |                                                               | 1695 bis 1705 | 45017 DDB  |
| weitere Bilder      |                          | Oberquembach, Gießener Straße 8 LageFlur: 10, Flurstück: 47/1           |                                                               | 1692          | 45018 DDB  |
| weitere Bilder      | Evangelische Pfarrkirche | Oberquembach, Usinger Straße, bei Nr. 8 LageFlur: 10, Flurstück: 54/1   | barocke Saalkirche mit dreiseitigem Ostschluss und Dachreiter | 1696          | 45021 DDB  |
|                     |                          | Oberquembach, Usinger Straße 5 LageFlur: 6, Flurstück: 12/8             |                                                               | 1695 bis 1705 | 45019 DDB  |
| Ehemaliges Backhaus | Ehemaliges Backhaus      | Oberquembach, Usinger Straße 8 LageFlur: 6, Flurstück: 55/1             |                                                               | 1795 bis 1805 | 45020 DDB  |
| weitere Bilder      | Brandweiher              | Oberquembach, Usinger Straße (bei Nr. 8) LageFlur: 6, Flurstück: 54     |                                                               |               | 45022 DDB  |
| weitere Bilder      | Ehemalige Schule         | Oberquembach, Usinger Straße 14 LageFlur: 6, Flurstück: 50/3            |                                                               | 1839          | 45023 DDB  |
| weitere Bilder      | Gerichtslinde            | Oberquembach, Usinger Straße (bei Nr. 24) LageFlur: 6, Flurstück: 125/2 | Heutige Dorf- und ehemalige Gerichtslinde                     |               | 45024 DDB  |

### Oberwetz
| Bild                    | Bezeichnung                                         | Lage                                                                 | Beschreibung                                                       | Bauzeit                | Objekt-Nr. |
| ----------------------- | --------------------------------------------------- | -------------------------------------------------------------------- | ------------------------------------------------------------------ | ---------------------- | ---------- |
| Bild gesucht BW         | Gesamtanlage Historischer Ortskern                  | Oberwetz, Gesamtanlage Ortskern Lage                                 |                                                                    |                        | 646184 DDB |
| weitere Bilder          | Evangelische Pfarrkirche, ehemals St. Johannes d.T. | Oberwetz, Kirchberg o. Nr. LageFlur: 1, Flurstück: 44                | barocke Saalkirche mit Rechteckchor und Dachreiter                 | 17. Jahrhundert        | 45027 DDB  |
| weitere Bilder          | Kirchhof                                            | Oberwetz, Oberwetzer Ring o. Nr. LageFlur: 1, Flurstück: 45          | Denkmal für die Gefallenen des Ersten Weltkrieges auf dem Kirchhof | 1915 bis 1925          | 45028 DDB  |
| Ehemaliges Pfarrhaus    | Ehemaliges Pfarrhaus                                | Oberwetz, Rheinfelser Straße 6 LageFlur: 1, Flurstück: 166           |                                                                    | 1833                   | 45029 DDB  |
|                         |                                                     | Oberwetz, Rheinfelser Straße 10 LageFlur: 1, Flurstück: 170          |                                                                    | 1767                   | 45030 DDB  |
|                         |                                                     | Oberwetz, Rheinfelser Straße 14 LageFlur: 1, Flurstück: 172          |                                                                    | 1625 bis 1675          | 45031 DDB  |
| weitere Bilder          | Ehemalige Schule                                    | Oberwetz, Rheinfelser Straße 15 LageFlur: 1, Flurstück: 77/3         |                                                                    | 1897                   | 45032 DDB  |
| weitere Bilder          |                                                     | Oberwetz, Rheinfelser Straße 22 LageFlur: 1, Flurstück: 177          |                                                                    | 1730                   | 45033 DDB  |
| weitere Bilder          |                                                     | Oberwetz, Rheinfelser Straße 24 LageFlur: 1, Flurstück: 177          |                                                                    | Anfang 19. Jahrhundert | 45035 DDB  |
| Backhaus                | Backhaus                                            | Oberwetz, Rheinfelser Straße 42 LageFlur: 2, Flurstück: 86           |                                                                    | 1725 bis 1775          | 45036 DDB  |
| Ehemaliges Spritzenhaus | Ehemaliges Spritzenhaus                             | Oberwetz, Rheinfelser Straße (bei Nr. 23) LageFlur: 1, Flurstück: 74 |                                                                    | 1795 bis 1805          | 45034 DDB  |

### Schwalbach
| Bild                | Bezeichnung                        | Lage                                                                                      | Beschreibung | Bauzeit         | Objekt-Nr. |
| ------------------- | ---------------------------------- | ----------------------------------------------------------------------------------------- | --- | --------------- | ---------- |
| Backhaus            | Backhaus                           | Schwalbach, Am Backhaus 2 LageFlur: 13, Flurstück: 107/1                                  | An der Kirchhofmauer gelegene ehemaliges Backhaus                                                                                                  | 18. Jahrhundert | 45039 DDB  |
| Bild gesucht BW     | Friedhof, Leichenhalle             | Schwalbach, Auf der Wetzerhöhe (ehemals Steuterweg o. Nr.) LageFlur: 9, Flurstück: 182/65 | Friedhof, Leichenhalle | 1901            | 45048 DDB  |
| Fachwerkhaus        | Fachwerkhaus                       | Schwalbach, Bonbadener Straße 2 LageFlur: 13, Flurstück: 106                              | | 1795 bis 1805   | 45040 DDB  |
| Bild gesucht BW     | Ehemalige Schule                   | Schwalbach, Bonbadener Straße 8 LageFlur: 13, Flurstück: 55/5                             | | 1842            | 45041 DDB  |
| Bild gesucht BW     | Fachwerkhaus                       | Schwalbach, Bonbadener Straße 27 LageFlur: 13, Flurstück: 120                             | | 1725 bis 1775   | 45042 DDB  |
| Bild gesucht BW     | Gesamtanlage Historischer Ortskern | Schwalbach, Gesamtanlage Ortskern Lage                                                    | |                 | 646196 DDB |
| Bild gesucht BW     | Fachwerkhaus                       | Schwalbach, Hauptstraße 17 LageFlur: 12, Flurstück: 62                                    | | 1695 bis 1705   | 45043 DDB  |
| Bild gesucht BW     | Wohnhaus                           | Schwalbach, Hauptstraße 24 LageFlur: 13, Flurstück: 90                                    | Fachwerkwohnhaus | 1695 bis 1705   | 45044 DDB  |
| Bild gesucht BW     | Wohnhaus                           | Schwalbach, Hauptstraße 26 LageFlur: 13, Flurstück: 93                                    | Fachwerkwohnhaus | 1725 bis 1775   | 45045 DDB  |
| Ehemaliges Rathaus  | Ehemaliges Rathaus                 | Schwalbach, Reiskirchener Straße 11 LageFlur: 12, Flurstück: 51                           | Bürgermeisterei Schöffengrund ab 1841, Gemeindehaus.                                                                                               | 1841            | 45046 DDB  |
| Bild gesucht BW     | Ehemalige Schule                   | Schwalbach, Schulstraße 13 LageFlur: 13, Flurstück: 55/4                                  | Zweite Schule des Ortes entstanden 1908. | 1908            | 45047 DDB  |
| Evangelische Kirche | Evangelische Kirche                | Schwalbach, Turmstraße 1 LageFlur: 13, Flurstück: 105/1                                   | Frühklassizistische Saalkirche mit zweigeschossiger Fensterreihung, eingebundener Kirchturm an der Nordseite mit offener Laterne und Zwiebelhaube. | 1763–1767       | 45049 DDB  |
| Bild gesucht BW     | Wohnhaus                           | Schwalbach, Turmstraße 2 LageFlur: 13, Flurstück: 95                                      | Fachwerkwohnhaus | 1695 bis 1705   | 45050 DDB  |